# Vincent Garenq
Vincent Garenq est un réalisateur, scénariste, dialoguiste et adaptateur français.

## Filmographie

### Réalisateur et scénariste
- 2008 : Comme les autres
- 2011 : Présumé Coupable
- 2015 : L'Enquête
- 2016 : Au nom de ma fille
- 2020 : Le Mensonge, mini-série
- 2023 : Tout pour Agnès, mini-série

## Nominations
- 2008 : Grand Prix du Festival du film de Cabourg pour Comme les autres
- 2008 : Prix de la Jeunesse du Festival du film de Cabourg pour Comme les autres
- 2009 : COLCOA Los Angeles "Audience Special Prize" : Comme les autres
- 2009 : COLCOA Los Angeles "First Feature Award" : Comme les autres
- 2011 : Valois du public au Festival du film francophone d'Angoulême pour Présumé Coupable
- 2011 : Valois du meilleur acteur Philippe Torreton au Festival du film francophone d'Angoulême pour Présumé Coupable
- César 2012 : nomination au César de la meilleure adaptation pour Présumé Coupable
- 2012 : « Meilleur Film Européen » Venice Days (Venise) pour Présumé Coupable
- 2012 : « Prix Claude Chabrol » Festival du Film Policier, Beaune
- 2016 : Magritte du meilleur acteur dans un second rôle Laurent Capellluto pour L'Enquête
- 2016 : Prix Jacques-Deray du film policier français pour L'Enquête
- César 2016 : nomination au César de la meilleure adaptation pour L'Enquête